# Río Pinto (embalse del Rumblar)
El río Pinto es un río del sur de la península ibérica perteneciente a la cuenca hidrográfica del Guadalquivir, que discurre por el norte de la provincia de Jaén (España). 

## Curso
El Pinto nace en Sierra Morena. La cabecera del río está formada por diversos arroyos y riachos que desciende de la sierra de los Calderones como el riacho de los Esparragones o el riacho de la Tembladeras. Realiza un recorrido de unos 37 km en dirección norte-sur hasta su desembocadura en el embalse del Rumblar, donde confluye con el río Rumblar. El Pinto constituye la parte más occidental de toda la cuenca del Rumblar.